# Страленберг, Филипп Иоганн фон
Фи́липп Иоганн (Ю́хан) Табберт фон Стра́ленберг (1676, Штральзунд — 1747, Йетинге) — офицер шведской армии короля Карла XII в Северную войну, в 1703 году получил чин капитана. После сражения под Полтавой он был взят в плен, позднее отправлен в Сибирь в Тобольск, в плену провёл 13 лет. Здесь он собирал материалы по истории и географии Северо-востока Азии, составил несколько карт Сибири. После окончания Северной войны написал и выпустил в свет книгу «Историко-географическое описание северной и восточной частей Европы и Азии» и большую карту Таттарии, 1730.

## Биография
Родился в 1676 году в городе Штральзунде (провинция Померания), расположенном на берегу Балтийского моря. Город входил в состав Ганзейского союза, по мирному договору 1648 года отошёл к Швеции. Избрав себе военную карьеру, поступил в 1694 году вольноопределяющимся в шведскую армию. Строил укрепления в Штральзунде и Висмаре.
С начала Северной войны находился в действующей армии. В 1703 году за участие в овладении крепостью Торн он получил чин капитана. 31 января 1707 года за храбрость и отвагу Карл XII пожаловал ему дворянство и фамилию Страленберг. 27 июня 1709 года участвовал в Полтавской битве. Был взят в плен (существуют две версии пленения), отправлен в Москву, оттуда в начале 1711 года в Хлынов (Вятку), а летом всех пленных офицеров перевели в Тобольск.
Живя в Тобольске, составил три географические карты Сибири, но лишился их всех по разным причинам. Первая, составленная им карта, пропала во время пожара в Тобольске в 1715 году.

«И хотя у меня имелись сведения о том, где находится мой чемодан и карта, однако, как пленный, я не осмелился предъявить свои права на эти вещи, опасаясь неприятных для себя последствий».

Позднее эта карта попала к царю Петру Алексеевичу и по её материалам был составлен географический чертёж Камчатки, впервые награвированный и выпущенный в свет в Нюрнберге Иоганном Баптистом Хоманном в 1722 году.
О судьбе второй карты сведений нет, а третья была отобрана князем М. П. Гагариным в 1718 году, который запретил Страленбергу заниматься картами. Как пишет Л. С. Багров, Страленберг позднее узнал в анонимно изданной в Амстердаме в 1725—26 карте «пленных шведских офицеров», свою, отобранную Гагариным.
Познакомившись со Страленбергом во время своего пребывания в Тобольске, немецкий учёный Даниил Готлиб Мессершмидт обратился к тобольской администрации с ходатайством отпустить с ним в экспедицию Ф. И. Табберта и Д. Каппеля. Князь Черкасский своим указом от 27 февраля 1721 года разрешил «швецких арестантов обер-офицера Ивана Филиппова Табберта и ундер-офицера Даниила Каппеля» сопровождать Мессершмидта в его экспедиции. В Сибири побывал в Томске, Нарыме, Абакане, Красноярске, Енисейске.
После заключения Ништадтского мира Страленберг получил разрешение вернуться в Швецию. Выехал из Красноярска в Москву 13 мая 1722 года. В 1723 году фон Страленберг вернулся в Швецию, где получил чин подполковника. В 1740 году назначен комендантом крепости Карлсгам.
Страленберг умер в 1747 году в имении жены своего брата Пера Зигфрида в городе Йетинге.

## Научная деятельность

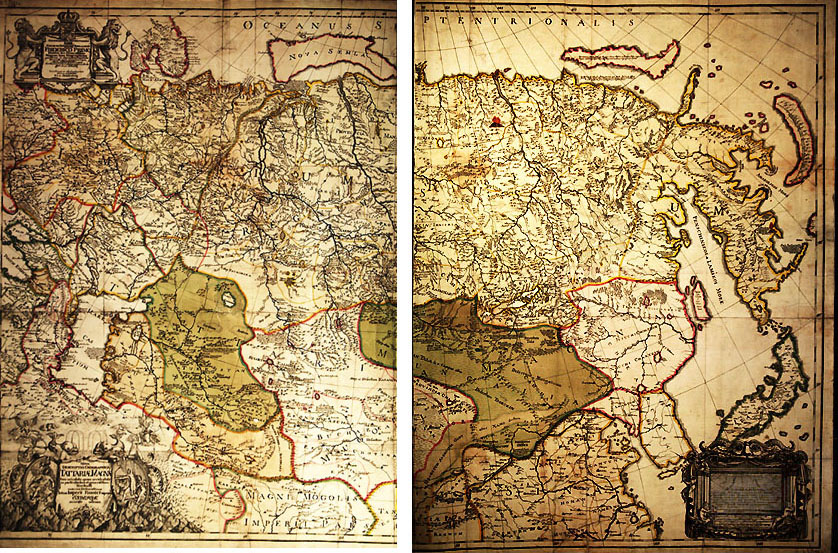
«Nova Descriptio Geographica Tattariae Magna…», карта составленная Страленбергом и И. А. Матерном и изданная в 1730 г. в Стокгольме.

В 1730 году Страленберг издал книгу «Историческое и географическое описание северной и восточной частей Европы и Азии», которая впоследствии была переведена на русский язык. В своей книге Страленберг также привёл различные, часто противоположные, оценки личности Петра I и его деятельности, распространённые в России.
Работы Страленберга представляют собой интересный исторический источник, несущий многие ценные сведения о Западной Сибири начала XVIII века. Отдельный интерес представляет вклад Страленберга в изучение языков коренных народов Урала и Сибири. Он также впервые обосновал в мировой научной литературе идею о проведении границы между Европой и Азией. 
Страленберг первым выдвинул теорию об угорском происхождении башкирского народа.

## Опубликованные труды
- «Предварительное сообщение о Великой Тартарии и Сибирском царстве» (1726 год) — на немецком языке
- «Историко-географическое описание Северной и Восточной частей Европы и Азии» (1730 год) — на немецком языке
- Записки капитана Филиппа Иоганна Страленберга об истории и географии Российской империи Петра Великого : Северная и Восточная часть Европы и Азии / Составители Е. А. Савельева, Ю. Н. Беспятых, В. Е. Возгрин. — М.—Л.: Институт истории СССР АН СССР, 1985—1986. — 446 с. — 400 экз.

Труды Страленберга переводились в 1736 и 1738 годах на английский язык, в 1757 году на французский, в 1780 году на испанский. На русском языке данный труд был напечатан впервые в 1797 году под заглавием «Историческое и географическое описание полуночно-восточной части Европы и Азии». Выдержки из него о сибирских инородцах публиковались в «Сибирском вестнике» (1888, № 18 — 24.

## Образ в художественной литературе
Филипп Иоганн фон Страленберг — один из главных персонажей в романе А. В. Иванова «Тобол» (2017) и одноимённой экранизации (2018).